# Eumicrotremus pacificus
Eumicrotremus pacificus är en fiskart som beskrevs av Schmidt, 1904. Eumicrotremus pacificus ingår i släktet Eumicrotremus och familjen sjuryggsfiskar. Inga underarter finns listade i Catalogue of Life.
Artens utbredningsområde är nordvästra Stilla havet: södra Ochotska havet och södra Kurilerna till havet utanför Hokkaido; Japanska havet och Östkinesiska havet.